# Théodore Ier Ange Doukas Comnène
Pour les articles homonymes, voir Théodore Ier.
Théodore Ier Ange Doukas Comnène (désigné généralement en grec comme Θεόδωρος Κομνηνός Δούκας, né entre 1180 et 1185, mort après 1252) fut despote d’Épire et de Thessalie de 1215 à 1230, ainsi que de Thessalonique et d’une bonne partie de la Macédoine et de la Thrace occidentale de 1224 à 1230. Déposé, il demeura la véritable puissance derrière le trône durant les règnes de ses fils Jean et Démétrios sur Thessalonique de 1237 à 1246. 
On sait peu de choses sur la jeunesse de Théodore, sinon qu’il appartenait à une famille aristocratique ayant des liens avec les dynasties impériales des Comnène, des Doukas et des Ange. Après la chute de Constantinople aux mains des croisés, il servit l’empereur Théodore Ier Lascaris à Nicée jusqu’à ce qu’il soit rappelé en Épire par son demi-frère Michel auquel il succéda en 1215 et dont il poursuivit la politique d’expansion territoriale. Allié à la Serbie, il étendit son pouvoir sur la Macédoine, menaçant le royaume latin de Thessalonique. La capture de l’empereur Pierre II de Courtenay en 1217 lui permit d’encercler la ville qui tomba en 1224.
Devenu maitre de Thessalonique, Théodore se fit proclamer « empereur », espérant conquérir Constantinople et se posant en rival de l’empereur Jean III Vatatzès qui poursuivait le même objectif à Nicée. Ses plans durent toutefois être mis de côté devant la menace que faisait planer l’Empire bulgare. En 1230, il fut fait prisonnier par le tsar Ivan Assen II lors de la bataille de Klokotnica. Il resta sept ans en prison où il fut aveuglé, après avoir comploté contre le tsar ; ses possessions furent divisées entre son neveu Michel II Doukas, qui devint despote d’Épire, et ses frères Manuel et Constantin qui reçurent respectivement Thessalonique et l’Acarnanie. Il fut libéré en 1238 lorsqu’Ivan II Assen épousa sa fille Irène. Il évinça alors son frère Manuel du trône de Thessalonique et, ne pouvant régner lui-même en raison de sa cécité, il le remplaça par son fils aîné, Jean Doukas Comnène (en), qui régna de 1238 à 1244. 
En 1241, Jean III Vatatzès l’invita à Nicée. Traité avec grand honneur, il devint en pratique le prisonnier de l’empereur qui l’amena avec lui dans sa campagne pour reconquérir Thessalonique. Jean Vatatzès força Théodore à négocier avec son fils, Jean, lequel dut abandonner le titre impérial pour celui de despote et reconnaître la suzeraineté de Nicée. Cinq ans plus tard, Jean Vatatzès devait retourner à Thessalonique pour renverser l’impopulaire Démétrios Doukas Comnène (en), fils cadet de Théodore, qui avait succédé à son frère Jean en 1244, et annexer la ville à son territoire.
En 1252, Théodore, retiré à Vodena, incita son neveu le despote d’Épire Michel II à attaquer Jean III Doukas Vatatzès, mais l’offensive échoua lors de la bataille de Pélagonia. Théodore fut alors emprisonné à Nicée où il mourut vers 1253. 

## Jeunesse et premières années de règne
Né entre 1180 et 1185, Théodore était le fils du sebastokrator Jean Doukas et de Zoé Doukaina. Du côté paternel, ses grands-parents étaient Constantin l’Ange et Théodora, une fille de l’empereur Alexis Ier Comnène (r. 1081-1118). Son oncle, Andronic, était le père des empereurs Isaac II Ange (r. 1185-1195 et 1203-1204) et Alexis III Ange (r. 1195-1203) qui étaient donc ses cousins. Comme la plupart des autres membres de sa famille, il préférait le nom de « Doukas », mais il est également mentionné par les noms de « Comnène Doukas » (Κομνηνός ὁ Δούκας) ou même de « Grand Comnène » (μέγας Κομνηνός), que l’on trouvait dans la famille régnante de l’empire de Trébizonde,, à celui d’« Ange » associé aux règnes désastreux qui avaient marqué cette dynastie. Seuls les écrivains postérieurs et les pro-Paléologue, comme Nicéphore Grégoras et Théodore Skoutariotès utilisèrent l’appellation d’« Ange », alors que Georges Akropolitès se réfère à lui comme à un « Comnène » jusqu’à la bataille de Klokotnica en 1230 après laquelle il utilise celui d’« Ange »,,.
On sait peu de choses sur sa jeunesse. Après la chute de Constantinople aux mains des croisés en 1204, il suivit Théodore Laskaris en Asie Mineure où celui-ci fonda l’empire de Nicée. Si l’on se fie à une lettre de Georges Bardanès, métropolite de Corfou et un de ses partisans, Théodore rendit de nombreux services à Laskaris « affrontant de nombreux dangers pour lui et conquérant maintes forteresses qu’il soumit au pouvoir de Laskaris». En 1210, il fut appelé par son demi-frère, Michel Ier Comnène Doukas, à venir le rejoindre en Épire où ce dernier avait fondé une principauté grecque indépendante. Michel avait alors besoin d’un homme de sa trempe, son seul fils, le futur Michel II Comnène Doukas, étant illégitime et encore enfant, alors que ses autres frères étaient considérés comme peu aptes à régner. Présageant que le nouvel État pourrait faire concurrence à ses propres visées, Laskaris le laissa partir, mais non sans avoir exigé au préalable que Théodore prêtât serment de fidélité tant à son endroit qu’à l’endroit de ses héritiers. Avant de se rendre en Épire, Théodore avait épousé Maria Petralipahina dont il eut quatre enfants.
Plusieurs historiens, comme Karl Hopf et Antoine Bon, ont identifié Théodore Comnène Doukas avec un certain Théodore qui apparait dans les textes comme « seigneur d’Argos » et successeur de Léon Sgouros dans sa résistance aux croisés dans le nord-ouest du Péloponnèse. Cette affirmation a été remise en question par Raymond-Joseph Loenertz qui souligne qu’aucune preuve n’étaye une telle affirmation alors qu’il est établi que Théodore était à ce moment au service de Nicée,.

## Souverain d’Épire

Expansion du territoire épirote sous les règnes de Michel Ier et Théodore Doukas Comnène.

À partir de 1210, le souverain d’Épire, Michel Ier Comnène Doukas, s’était lancé dans une politique d’expansion territoriale, principalement aux dépens de son voisin de l’Est, le royaume de Thessalonique. Après divers revers au début, il parvint à conquérir une bonne partie de la Thessalie ; en 1214, Dyrrachium et Corfou tombaient à leur tour,. Fin 1214 ou début 1215, Michel fut assassiné par un serviteur,. Michel II étant trop jeune pour régner et de plus illégitime, Théodore n’eut que peu de difficulté à se substituer au jeune homme. Selon l’hagiographe de sainte Théodora d’Arta, il envoya le garçon et sa mère en exil dans le Péloponnèse pour la durée de son règne. Il est à noter que même si l’historiographie moderne se réfère à l’État épirote comme au « despotat d’Épire » et donne le titre de despote tant à Michel Ier qu’à Théodore, il s’agit d’un anachronisme, ni l’un ni l’autre n’ayant porté ce titre. Michel II fut le premier à porter ce titre dans les années 1230, alors que l’Épire n’est désigné comme despotat dans les sources occidentales qu’à partir du XIVe siècle,.
Théodore était à la fois compétent et extrêmement ambitieux. En dépit du serment qu’il avait prêté à Laskaris, il voulut étendre ses possessions non seulement en visant Thessalonique, mais en aspirant éventuellement à conquérir Constantinople et à faire renaitre l’Empire byzantin. Pour assurer sa frontière nord, Théodore s’allia avec la Serbie et divers clans albanais. La principauté d’Arbanie (Albanie moderne) était déjà dans l’orbite de l’Épire sous Michel Ier. Les liens se renforcèrent lorsque le souverain, Démétrios (en), mourut en 1215, laissant la principauté à son épouse, laquelle se hâta de se remarier l’année suivante à un magnat grec du nom de Grégoire Kamonas (en). Côté serbe, Théodore abandonna la politique d’expansion menée par Michel Ier en direction de Zéta pour négocier une alliance avec le prince serbe Étienne II Nemanjić (r. 1196-1228) afin de faire échec aux Bulgares. Les liens entre l’Épire et la Serbie furent à nouveau renforcés par le mariage du frère de Théodore, Manuel Comnène Doukas, à l’une des sœurs d’Étienne II vers 1216. Étienne II tenta alors de marier l’un de ses fils — selon toute vraisemblance son aîné et héritier, Étienne Radoslav — à Théodora, deuxième fille de Michel Ier, mais le mariage se heurta à l’opposition du métropolite d’Ohrid, Dèmètrios Chomatenos, Théodora étant étroitement apparentée au fiancé par sa mère, Eudokia Angelina, fille d’Alexis III Ange. En 1217, Étienne II tenta de contourner la difficulté en se proposant lui-même comme prétendant à la main de la demi-sœur de Théodora, Marie, mais à nouveau Chomatenos opposa une fin de non-recevoir pour les mêmes raisons. Finalement, Étienne Radoslav épousa la première fille de Théodore, Anna, au cours de l’hiver 1219/1220.
Sa position ainsi consolidée, Théodore étendit ses possessions en Macédoine du nord, quoiqu’il soit possible qu’une partie au moins de cette région ait déjà été conquise par Michel Ier après la mort du prince bulgare local, Strez, en 1214. Il n’est pas certain jusqu’à quel point cette expansion provoqua un conflit avec le tsar bulgare Boril (r. 1207-1218), mais on sait qu’en 1217, il était déjà en possession d’Ohrid, de Prilep et de la plus grande partie de la plaine de Pélagonie, au moins jusqu’à Prosek, l’ancienne capitale de Strez, s’approchant du fleuve Strymon. La capture d’Ohrid, siège de l’archevêché du même nom, s’avéra particulièrement importante puisque ce fut Théodore qui présenta la candidature de Chomatenos au trône épiscopal en 1217, lequel lui retourna cette faveur en devenant le champion des revendications épirotes à l’héritage de Byzance, face à celles de Nicée.
Après la quatrième croisade, le clergé orthodoxe dans les deux principaux États grecs, l’Épire et Nicée, s’était à toutes fins pratiques divisé. En 1208, les Nicéens avaient convoqué un synode qui avait élu Michael Autorianos comme successeur du patriarche de Constantinople laissé vacant par le décès de Jean X Kamateros en 1206. Cette élection n’était guère canonique et dès lors sa légitimité était douteuse. Ceci remettait en question le titre impérial qu’avait assumé Théodore Laskaris, lui-même couronné par Michel Autorianos. Du côté de l’Épire, deux synodes locaux s’étaient tenus sous Michel Ier pour voir à l’administration de l’Église, l’un à Naupacte sous Jean Apokaukos et l’autre à Ohrid sous Chomatenos. Ce dernier devint bientôt le champion de l’autonomie de l’Épire dans les affaires religieuses et de la nomination des évêques locaux sans obtenir l’approbation du patriarche de Nicée. Cette politique coïncidait avec celle de Théodore, avide d’affirmer son indépendance par rapport à Nicée, et mena bientôt à un conflit ouvert lorsque le patriarche de Nicée, Manuel Ier Saranténos, entreprit de nommer des évêques pour les sièges d’Épire qu’il considérait sous sa juridiction, nominations que les Épirotes se refusèrent d’accepter. En dépit des liens étroits qu’il entretenait avec l’Épire, Étienne II Nemanjić exploita cet antagonisme à son avantage en réclamant l’indépendance de l’Église serbe traditionnellement sous la juridiction du métropolite d’Ohrid. Mettant de côté les violentes protestations de Chomatenos, Étienne fit nommer son frère Rastko, renommé Sava, à titre de métropolite autocéphale de Serbie en 1219,. Malgré les disputes de ces hommes d’Église, les relations entre Théodore et Étienne demeurèrent cordiales,.
L’entrée de Théodore en Macédoine inquiéta un autre seigneur local, Alexis Slave, prince de Melnik dans les Rhodopes. Descendant des Assen et prétendant au trône de Bulgarie, celui-ci était l’ennemi juré de Boril. D’abord allié à l’empereur latin Henri de Flandre (r. 1205-1206) qui l’avait nommé despote, il se tourna bientôt vers Théodore qui menaçait d’attaquer ses possessions et épousa une nièce de l’épouse de Théodore,. Les succès des Épirotes en Macédoine inquiétaient les Latins puisqu’ils rendaient possible une attaque sur Thessalonique. Le royaume de Thessalonique avait été fortement affaibli par la mort de son fondateur, Boniface de Montferrat, en 1207 et était gouverné par une régence pendant la minorité de son fils Démétrios (r. 1207-1224.), enfant unique de Boniface de Montferrat, couronné roi de Thessalonique par l’empereur latin le 6 janvier 1209 malgré l’opposition des barons italiens qui conspirèrent pour détrôner le petit roi au profit de son demi-frère aîné, Guillaume, qui avait hérité du marquisat de Montferrat. Interrompant une campagne contre les Nicéens en Asie Mineure, Henri de Flandre se dirigea vers Thessalonique. Il prit contact avec Boril et s’apprêtait à marcher contre Théodore lorsqu’il mourut le 11 juin 1216, probablement de malaria quoique certains aient prétendu qu’il fut empoisonné par sa deuxième femme, Marie de Bulgarie. La mort d’Henri de Flandre, bientôt suivie le mois suivant de celle du pape Innocent III, instigateur de la quatrième croisade, libérait ainsi Théodore de deux de ses ennemis les plus implacables.
Les barons de l’Empire latin choisirent comme nouvel empereur latin Pierre II de Courtenay, un cousin de Philippe II Auguste de France. Dès l’annonce de son élection, Pierre assembla une petite armée de 160 chevaliers et de 5 500 fantassins et cavaliers avec laquelle il partit prendre possession de son empire. Couronné à Rome par le pape Honorius III, il prit la mer à Brindisi en avril 1217,. Pierre aborda à Dyrrachium, qu’il avait promis de conquérir pour la retourner à Venise pendant que sa femme, Yolande de Flandre, faisait route par terre vers Constantinople. À l’instar de l’invasion normande de Guillaume II de Sicile (r. 1166-1189), Pierre entendait, après la capture de Dyrrachium, suivre l’ancienne via Egnatia jusqu’à Thessalonique et libérer l’Albanie et la Macédoine du contrôle épirote,. La plupart des historiens s’accordent généralement pour dire que Dyrrachium résista avec succès à l’envahisseur et que, ses pertes augmentant, Pierre fut obligé de lever le siège et de se mettre en route vers Thessalonique. La marche s’avéra cependant difficile tant à cause de la nature du terrain montagneux que de l’hostilité des populations locales. Quelques jours plus tard, Pierre rencontra Théodore, lequel demanda à parlementer avec le légal papal, Giovanni Colonna. Il assura ce dernier de sa bonne foi et de son appui. Certaines sources occidentales affirment même qu’il offrit de reconnaître la primauté de l’Église catholique romaine et la suzeraineté de l’Empire latin, allant même jusqu’à promettre son appui à une cinquième croisade. Concrètement, il fournit aux Latins des provisions et des guides pour traverser les montagnes. Pierre, heureux de recevoir une telle aide, se hâta de conclure un accord avec Théodore. Toutefois, aussitôt que les Latins eurent relâché leur garde, Théodore fondit sur eux. Pierre de Courtenay fut capturé, de même que le légat papal, l’archevêque latin de Salona, le comte Guillaume Ier de Sancerre et de nombreux autres nobles latins ; l’armée se dispersa en petites bandes qui durent recourir au pillage pour survivre. Certaines sources toutefois, tant anciennes comme Akropolitès, le chroniqueur Éphraïm et trois chroniques occidentales, que modernes comme le Grec I. D. Romanos et le Français Alain Ducellier, maintiennent que Dyrrachium fut capturée et que Théodore n’aurait promis de reconnaître la suzeraineté de Pierre que pour revenir immédiatement sur sa promesse et capturer ce dernier après lui avoir tendu une embuscade. Mais comme le fait remarquer l’historien John V. A. Fine, « peu importe quelle version est exacte », le résultat fut le même, et si Dyrrachium fut prise, elle fut reprise peu après la capture de Pierre,. Pour sa part, l’historien Philip Van Tricht offre une interprétation complètement différente des faits, soutenant que jusqu’à l’embuscade et la capture de Pierre de Courtenay, Théodore comme son frère avant lui, reconnaissait la suzeraineté de l’Empire latin tout en demeurant de facto autonome. C’est la capture de Dyrrachium et sa remise à Venise, de même que l’interférence du pape dans les affaires intérieures grecques, qui l’auraient poussé à répudier son vasselage et à en venir à une confrontation ouverte avec les Latins.
Quoi qu’il en soit, la nouvelle de cette victoire inattendue se répandit dans le monde grec et accrut le prestige de Théodore. Même Akropolitès, généralement hostile à Théodore, fut forcé d’admettre dans son Histoire que ce succès « aida grandement les Romains ». Au contraire, elle affligea le pape Honorius qui fit parvenir des lettres aux princes latins de Grèce de même qu’au doge de Venise et au beau-fils de Pierre de Courtenay, le roi André II de Hongrie (r. 1205-1235), les pressant de réclamer la libération de Pierre de Courtenay et de son légat. Il suggéra même à André et aux évêques français de lancer une croisade contre Théodore, qu’il informa de ses intentions. Cette pression porta fruit : les premiers contingents de la croisade s’assemblant à Ancône à la fin de 1217 et les Vénitiens étant anxieux de profiter de ladite croisade pour reconquérir Dyrrachium, Théodore fit relâcher Colonna en 1218 et présenta ses excuses et l’assurance de sa loyauté au pape. Honorius satisfait renversa ses positions, interdisant même au doge de Venise de faire le moindre mal à Théodore, espérant ainsi voir celui-ci relâcher les autres prisonniers. Bien que certains barons latins, parmi les moins importants, furent effectivement relâchés, les seigneurs les plus importants, dont Pierre lui-même, demeurèrent en captivité jusqu’à leur mort. On ignore quand Pierre de Courtenay mourut, mais ce fut probablement avant septembre 1219,. La capture de Pierre de Courtenay laissait les deux plus importants États latins en Grèce (Thessalonique et Constantinople) sous la gouverne de régentes. Avant d’arriver à Constantinople, Yolande s’était arrêtée dans le Péloponnèse où elle avait donné naissance à un fils posthume de Pierre, Baudouin II (r. 1228-1273). Pendant qu’elle séjournait dans le Péloponnèse, Yolande, qui était une femme politique astucieuse, fut convaincue de la richesse et de la force de la principauté d’Achaïe ; elle arrangea donc le mariage de sa fille Agnès à l’héritier de la principauté, Geoffroi II de Villehardouin (r. vers 1229-1246). Elle assura également sa frontière orientale en offrant sa fille Marie de Courtenay en mariage à Théodore Laskaris qui était devenu veuf pour la deuxième fois.
Avant de lancer sa dernière attaque contre Thessalonique, Théodore prit soin de protéger sa frontière sud en nommant son frère, Constantin Comnène Doukas, gouverneur d’Étolie et d’Acarnanie. Administrateur énergique, ce dernier non seulement protégea les domaines d’Épire contre les menaces du duché d’Athènes, mais reprit rapidement Néopatras et Lamia. Pour sa part, Théodore entreprit de faire disparaitre ce qui restait de présence latine en Thessalie, s’emparant de la forteresse de Platamon en 1218. Les années subséquentes, il s’empara successivement des forteresses qui entouraient Thessalonique. Située près du mont Olympe et contrôlant l’entrée de la vallée de Tempé, Platamon contrôlait également l’entrée du golfe Thermaïque. Avec la capitulation de Serrès à la fin de 1221, Théodore put couper les communications terrestres entre Constantinople et Thessalonique. Thessalonique n’était plus « qu’une ile plus ou moins au milieu des possessions de Théodore »,.

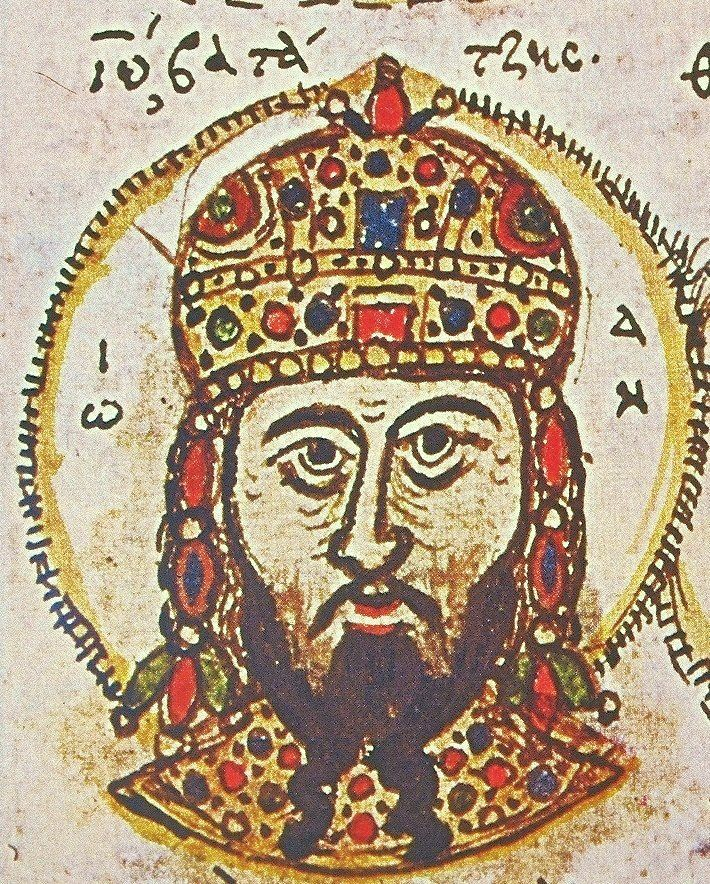
Jean III Doukas Vatatzès, empereur de Nicée, d'après une miniature du XVe siècle.

La chute de Thessalonique paraissant imminente, le pape Honorius excommunia Théodore, ordonna un embargo sur les chevaux, les troupes et les fournitures militaires dans les ports de l’Adriatique et envoya des lettres à Constantinople demandant instamment que l’on porte assistance à Démétrius de Montferrat. Ce dernier se rendit lui-même en Italie pour chercher de l’aide. Il fut reçu par le pape à Rome en mars 1222 et par l’empereur Frédéric II (r. 1220-1250) peu après. On annonça une croisade contre Théodore et les troupes commencèrent à se rassembler en Italie. Pendant ce temps, l’Empire latin, maintenant dirigé par Robert de Courtenay (r. 1221-1228), était de nouveau en conflit avec l’empire de Nicée, ayant pris parti en faveur des frères Laskaris face au nouvel empereur, Jean III Doukas Vatatzès(r. 1222-1254). Les premiers détachements de la croisade, sous les ordres du comte Oberto II de Biandrate, arrivèrent à Thessalonique à l’été 1222 et se joignirent au régent de facto, Guy Pallavicini. Théodore hâta ses préparatifs contre Thessalonique. Après une série d’opérations préliminaires en 1222, il commença le siège de la cité au début de 1223. Il fut à nouveau excommunié par le pape Honorius qui redoubla d’efforts pour promouvoir la croisade qui s’était essoufflée entretemps. À la demande pressante du pape, Venise et l’empereur Frédéric promirent leur aide. Robert de Courtenay promit également son assistance pendant que le pape appelait les princes du sud de la Grèce à se joindre aux croisés. Finalement, la croisade s’assembla à Brindisi en mars 1224. Dans ses instructions à son légat, toutefois, le pape n’excluait pas la possibilité que Théodore en vienne à une entente avec les croisés. Fidèle à sa promesse, Robert de Courtenay envoya une armée assiéger Serrès en 1224. Ce fut pendant ce siège que les généraux latins apprirent la nouvelle de la désastreuse défaite de la principale armée latine aux mains de Jean III Doukas Vatatzès lors de la bataille de Poimanenon. Levant le siège en hâte, ils reprirent le chemin de Constantinople. Interceptée par les hommes de Théodore, une grande partie de l’armée fut tuée ou faite prisonnière. Ce double désastre portait un rude coup aux plans du pape qui espérait que l’armée pourrait surprendre Théodore en débarquant sur ses arrières pendant que lui-même serait aux prises avec l’armée de Robert de Courtenay. Au même moment, le leader présomptif de la croisade, Guillaume VI de Montferrat, demi-frère de Démétrios, tomba malade. Le pape dut à nouveau reporter le départ de la croisade au printemps suivant. Apprenant la nouvelle des défaites des Latins, les défenseurs de Thessalonique, épuisés, capitulèrent au cours du mois de décembre 1224,. La croisade qui devait délivrer la ville appareilla en mars 1225 et débarqua à Halmyros en Thessalie. Elle fut cependant bientôt décimée par la dysenterie, les Grecs ayant empoisonné l’eau potable. Guillaume de Montferrat lui-même succomba et ce qui restait de l’armée quitta bientôt la Grèce. Démétrios de Montferrat, qui espérait toujours reconquérir son royaume avec l’aide de Frédéric II, mourut en 1227,.

## Empereur de Thessalonique

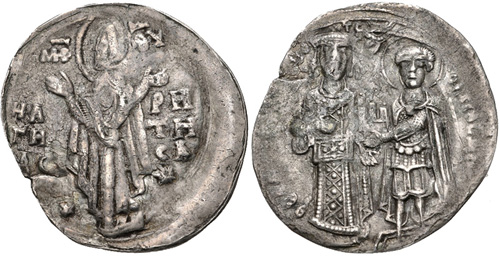
Monnaie en billon (alliage d'argent et de cuivre) de Théodore, « empereur » à Thessalonique.

La capture de Thessalonique, historiquement la deuxième ville de l’empire, portait un coup terrible aux Latins et rehaussait considérablement le statut de Théodore, au point où celui-ci, se considérant désormais supérieur à Vatatzès, revendiqua ouvertement le titre impérial et chaussa les bottines de pourpre réservées à l’empereur,. À son appui, l’un de ses principaux partisans, le métropolite de Naupacte, Jean Apokaukos, dans une lettre au patriarche en 1222, écrivit que les Épirotes considéraient déjà Théodore comme « régent envoyé par Dieu et empereur » ; plus tard, dans une lettre qu’il écrivit à l’épouse de Théodore, il exprima le souhait de pouvoir assister au couronnement impérial à Thessalonique. En vertu de la tradition byzantine, un tel couronnement ne pouvait avoir lieu qu’à Constantinople et devait être présidé par le patriarche. Mais Constantinople était toujours entre les mains des Latins et le patriarche (maintenant Germain II, 1223-1240) résidait à Nicée. Théodore se tourna donc vers le métropolite de Thessalonique, Constantin Mésopotamitès, qu’il venait de rétablir dans ses fonctions après en avoir chassé l’archevêque latin. Mésopotamitès cependant reconnaissait la légitimité du patriarche de Nicée et se refusa à présider une telle cérémonie en dépit des pressions exercées par Théodore, son frère Constantin et Jean Apokaukos. Plutôt que de céder, il préféra retourner en exil,. Théodore réunit alors en mars 1225 un concile d’évêques dans ses possessions d’Arta, présidé par Apokaukos. Le concile approuva une déclaration, rédigée par Apokaukos, qui louait les exploits de Théodore contre les Latins et les Bulgares, sa libération de territoires grecs, son éviction des prêtres catholiques et le retour des évêques orthodoxes, de même que sa descendance impériale, et déclarait qu’il était le seul empereur légitime. Armé de cette déclaration, Théodore demanda au métropolite d’Ohrid, Dèmètrios Chomatenos, un de ses partisans, de présider au couronnement,.
Bien que Théodore semble avoir utilisé le titre impérial presque immédiatement après la prise de Thessalonique, on ignore la date exacte du couronnement. L’universitaire français Lucien Stiernon le situe entre juin 1227 et avril 1228, thèse réfutée par le Grec Apostolos D. Karpozilos, pour qui Théodore n’avait aucune raison de surseoir au couronnement si longtemps, et qui avance qu’il dut être couronné en 1225, presque immédiatement après le concile d’Arta. Eleni Bees-Seferli pour sa part, se basant sur des lettres d’Apokaukos, suggère plutôt une date entre le 3 avril et le mois d’août 1227 ; Alkimi Stavridou-Zafraka avance le 29 mai 1227.
Ainsi que l’exigeait son nouveau statut, Théodore installa une cour dans sa nouvelle capitale et distribua des titres à ses parents et partisans. Ses frères, Manuel et Constantin, furent élevés au rang de « despote », Jean Plytos, ami de longue date, devint panhypersebastos et mesazon (premier ministre), alors que nombre de descendants de familles aristocratiques de Byzance réfugiés en Épire furent nommés gouverneurs de province et portèrent le titre de doux, même s’il s’agissait non plus de gouverneurs militaires mais de gouverneurs civils, et se mêlèrent aux membres de l’aristocratie locale. Théodore distribua les titres avec une telle largesse que certains autrefois parcimonieusement distribués se trouvèrent dévalués et que des édiles municipaux devinrent pansebastos, sebastos ou megalodoxotatos. Pour défendre sa nouvelle capitale, Théodore mit sur pieds une garde de « Tzakones » sous un kastrophylax.
Jean Vatatzès réagit à la proclamation de Théodore en offrant de le reconnaître comme une sorte de vice-roi dans son domaine, mais Théodore rejeta cette offre et prit ouvertement la titulature des empereurs byzantins, « basileus et autocrate des Romains ». Le couronnement de Théodore creusa le fossé qui séparait maintenant les Grecs de l’ouest et ceux de Nicée, fossé qui trouva à nouveau son expression sur la scène ecclésiastique. Au début, les Nicéens tentèrent de jeter le blâme sur le seul Chomatenos. Le patriarche Germain II exprima son indignation devant ce qu’il considérait comme une usurpation des privilèges patriarcaux, ce à quoi Chomatenos répondit qu’en tant que successeur de l’ancien siège de Justiniana Prima, il était un prélat indépendant qui avait parfaite autorité pour couronner un empereur,. En 1227, un synode des évêques d’Épire tenu à Arta tenta de formuler un compromis, reconnaissant l’autorité suprême du patriarche de Nicée, mais revendiquant une autonomie administrative qui aurait permis à Théodore de nommer les évêques sur son territoire. Ils donnèrent trois mois au patriarche pour répondre, impliquant que si une réponse ne parvenait pas dans ce délai, ils pourraient être forcés de reconnaître plutôt l’autorité du pape. Germain répondit par un synode patriarcal qui condamna les prétentions de Théodore au titre impérial. Le conflit s’amplifia lorsque Germain nomma son propre candidat au siège devenu vacant de Dyrrachium. Théodore expulsa le nouvel évêque et un synode épirote nomma plutôt en lieu et place un ami de Chomatenos, Constantin Kabasilas. Germain s’attaqua alors directement à Théodore. En réponse, Georges Bardanès rédigea une lettre qui mettait l’accent sur l’indépendance ecclésiastique des évêques d’Épire et allait jusqu’à mettre en doute la légitimité de Germain au titre de patriarche œcuménique. Il s’ensuivit un schisme entre les Églises d’Épire et de Nicée qui persista jusqu’en 1232/1233,.

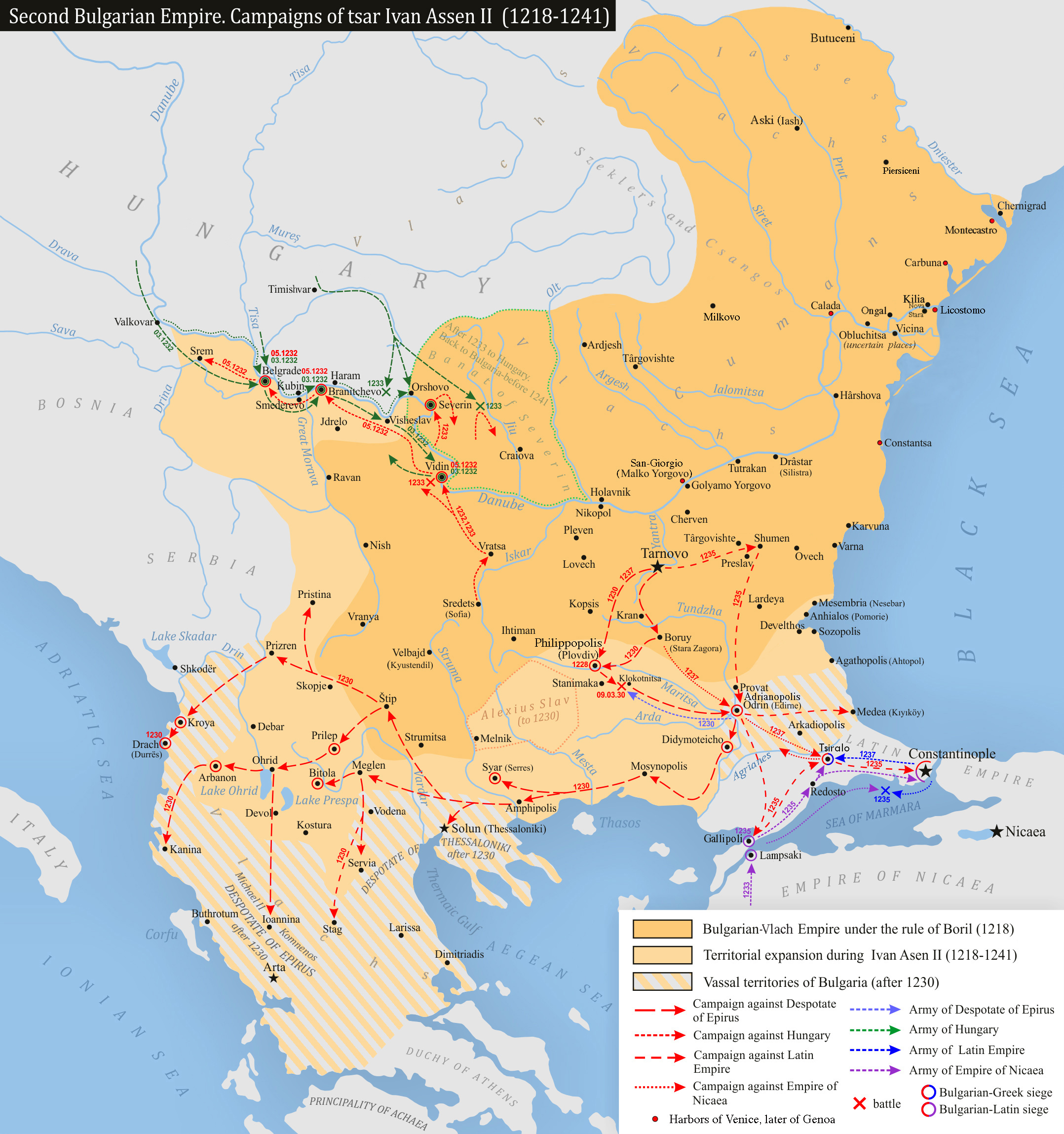
Campagnes du tsar de Bulgarie, Ivan II Assen.

Avec le couronnement de Théodore, il y avait donc quatre prétendants au titre impérial : l’empereur latin Robert de Courtenay, Théodore, Jean III Doukas Vatatzès de Nicée, ainsi que le jeune et ambitieux Ivan II Assen (r. 1218-1241) de Bulgarie. L’Empire latin n’était plus que l’ombre de ce qu’il avait déjà été : après Poimanenon, les Latins avaient perdu presque toutes leurs possessions d’Asie Mineure, alors qu’en Europe leur territoire était réduit aux environs immédiats de Constantinople,. En 1224 ou au plus tard en 1225, Théodore s’était emparé de la Chalcidique, y compris du mont Athos, et au printemps 1225, il s’avança en Macédoine et en Thrace occidentale, s’emparant de Christopolis, Xanthe, Gratianopolis, Mosynopolis et Didymotique. Dans une tentative pour lui bloquer le passage et l’empêcher de se diriger vers Constantinople, les Nicéens s’étaient rendus à la demande des habitants d’Andrinople et avaient repris la ville aux Latins. Théodore ne se laissa pas intimider et, traversant le fleuve Évros, assiégea la ville qui n’eut d’autre choix que de se rendre. L’armée de Nicée, sous la conduite des protostratores Ises et Jean Kamytzès Comnène, reçut la permission de se retirer sans être molestée jusqu’en Asie Mineure à bord de bateaux mis à sa disposition par Théodore,.
La capture d’Andrinople ouvrait devant Théodore la voie de Constantinople. Afin de protéger sa frontière nord, celui-ci conclut une alliance avec Ivan Assen, scellée par le (second) mariage de son frère Manuel à Maria, une fille illégitime d’Assen,. Pour leur part, les Latins se tournèrent vers Nicée et conclurent un traité de paix en échange de nouvelles concessions territoriales. Ici également, le pacte fut scellé par un mariage, celui d’Eudokia, fille de Théodore Laskaris, au baron latin Anseau de Cachieu,. Le même été 1225 vit Théodore conduire ses armées jusqu’aux environs de Constantinople, atteignant les villes de Bizye et Vrysis. Anseau de Cachieu, qui conduisait les armées latines, fut grièvement blessé dans les combats, mais Constantinople elle-même ne fut pas attaquée. Non seulement Théodore n’était pas prêt à faire le siège des imposantes murailles de Théodose, mais la nouvelle de Guillaume de Montferrat débarquant en Thessalie le força à cesser les opérations et à retourner à l’ouest.
Pour des raisons inconnues, Théodore ne renouvela pas sa tentative contre Constantinople ni en 1226, ni dans les années subséquentes. Il semble avoir porté son attention plutôt vers les affaires domestiques, tout en améliorant ses relations avec Frédéric II au cours de l’arrêt que celui-ci fit à Corfou et Céphalonie en route pour la sixième croisade en 1228. L’année suivante, il mit sur pied une compagnie de soldats grecs pour servir sous l’égide de Frédéric en Italie. Ce fut également durant cette période que les relations se dégradèrent avec Venise après que son gouverneur à Corfou eut séquestré les marchandises d’un vaisseau vénitien échoué. Théodore émit un édit le 19 août 1228 interdisant aux marchands vénitiens de faire commerce dans son royaume. En janvier de la même année, Robert de Courtenay mourut, laissant le trône de l’Empire latin à son frère de onze ans, Baudouin II (r. 1228-1273). Dirigé par un conseil de régence, l’Empire latin se trouvait à nouveau affaibli. Ce fut le moment qu’Ivan Assen choisit pour proposer une alliance. Baudouin II devait épouser sa fille Hélène pendant qu’Ivan Assen assumait la régence et aidait à repousser les attaques de Théodore. Les barons latins se méfièrent de cette offre qu’ils voyaient comme une tentative déguisée d’Ivan Assen pour s’emparer de Constantinople ; ils firent donc trainer les négociations et finirent par élire Narjot de Toucy comme régent. Celui-ci souhaitait la présence d'un protecteur expérimenté, et le choix des grands de l'Empire latin se porta sur la personne de Jean de Brienne, qui fut sacré empereur en 1231,. Bien que la tentative bulgare ait échoué, elle suffit à creuser un fossé entre Théodore et son allié nominal. Dans un geste manifestement dirigé contre Ivan Assen, Théodore consentit en septembre 1228 à conclure une trêve d’une année avec l’Empire latin, fixant la frontière entre les deux empires à une ligne s’étendant d’Ainos à Vrysis,.

## Klokotnica et la captivité bulgare
À la fin de 1229, Théodore se résolut à rassembler ses troupes (qui comprenaient un contingent envoyé par Frédéric II) à Thessalonique en vue de l’attaque si attendue contre Constantinople. Toutefois, alors que celles-ci se dirigeaient vers l’est au printemps 1230, il changea de direction et se dirigea vers le nord en suivant la vallée de l’Évros vers la Bulgarie. Il est difficile de comprendre les motifs de ce changement de direction. Des historiens contemporains ou postérieurs comme Akropolitès y ont vu une marque de duplicité et de traitrise, mais il est plus probable que Théodore, jusque-là invaincu, ait voulu s’assurer que les Bulgares ne viendraient pas attaquer ses arrières alors qu’il s’apprêtait à assiéger Constantinople,. Bien que pris par surprise, Ivan Assen réagit rapidement. Fixant, suivant la tradition, le texte du traité brisé à sa lance en guise de fanion, il rallia ses troupes et affronta Théodore en avril 1230. La bataille eut lieu à Klokotnica et constitua une immense victoire pour le souverain bulgare qui amena Théodore et de nombreux officiers en captivité,.
À la suite de cette bataille, la Bulgarie devenait la plus importante puissance des Balkans. Privé de son énergique souverain, l’empire de Théodore s’effondra : en quelques mois, la Thrace, la majeure partie de la Macédoine et l’Albanie tombèrent aux mains des Bulgares. Ivan Assen se vanta dans une inscription à l’église des Quarante Saints Martyrs d’avoir « occupé tout le pays d’Andrinople à Dyrrachium, grec, serbe et albanais réunis », bien qu’il semble que Dyrrachium soit restée aux mains des Grecs. Le duché latin de Philippopolis fut également annexé et la principauté d’Alexis Slave dans les Rhodopes fut abolie, Alexis demeurant pour le reste de ses jours à la cour d’Assen,.
Le trône de Thessalonique fut dès lors occupé par le frère de Théodore, Manuel, qui parvint à s’enfuir de Klokotnica. Son domaine était réduit aux environs de la ville ainsi qu’à ses possessions familiales en Épire et Thessalie, de même qu’à Dyrrachium et Corfou, pendant que son frère Constantin régnait en Étolie et Acarnanie. À titre de beau-fils d’Ivan Assen, Manuel put jouir d’une certaine autonomie, mais il était à toutes fins pratiques un client du tsar bulgare,. Manuel perdit bientôt l’Épire aux mains du fils bâtard de Michel Ier, Michel II. Revenant d’exil, ce dernier réussit rapidement, vraisemblablement avec l’appui de la population locale, à prendre le contrôle de l’Épire. Manuel fut forcé d’accepter le fait accompli ; Michel reconnut en théorie sa suzeraineté, en retour de quoi Manuel lui conféra le titre de despote. En réalité, Michel était pleinement indépendant et, bientôt, cessa de reconnaître la suzeraineté de Manuel ; en 1236, il s’empara de Corfou. Afin de se réserver une certaine marge de manœuvre et de contrer les tentatives d’Ivan Assen de subordonner l’Église épirote à l’Église bulgare de Tarnovo, Manuel se tourna vers les rivaux de son frère à Nicée et mit fin au schisme en acceptant la légitimité et l’autorité du patriarche résidant à Nicée,.
Quant à Théodore, il resta en captivité pendant sept ans à Tarnovo. Il y fut d’abord traité avec honneur, mais à un moment quelconque de sa captivité, il fut accusé de comploter contre Ivan Assen et fut aveuglé, châtiment habituel du crime de trahison qui constituait également un moyen de rendre des rivaux potentiels impropres à devenir empereur. Finalement, en 1237, Théodore fut relâché lorsqu’Ivan Assen, devenu veuf, tomba amoureux de la seule fille de Théodore non encore mariée, Irène. Immédiatement après le mariage, on permit à Théodore de sortir de prison et de quitter Tarnovo pour une destination de son choix,.

## Reconquête de Thessalonique et mort
Dès sa libération, Théodore retourna à Thessalonique. Sans escorte ni partisan, il se déguisa en mendiant pour pouvoir entrer dans la ville incognito. Là, il contacta d’anciens amis et partisans et organisa une conspiration qui lui permit de renverser Manuel et de reprendre le contrôle de la ville. Ne pouvant reprendre le trône impérial en raison de sa cécité, il installa son fils, Jean Comnène Doukas, comme empereur (sans le faire couronner) et devint le véritable souverain de la ville au nom de son fils,. Jean lui-même semblait surtout intéressé par la religion et inclinait davantage à devenir moine qu’empereur. Théodore dut le persuader que la tâche d’empereur était un don de Dieu et qu’il était de son devoir d’accepter d’être l’empereur légitime des Romains en raison de son ascendance impériale.
Déposé, Manuel fut envoyé en exil à Attaleia (aujourd’hui Antalya en Turquie), alors que sa femme, Marie, reçut la permission de retourner chez son père. En dépit des actions de Théodore et du renversement de sa fille et de son beau-fils, il semble, si l’on en croit Akropolitès, qu’Ivan Assen demeura favorablement disposé à l’endroit de Théodore, sans doute en raison de son amour passionné pour Irène. Cependant, Manuel ne resta pas inactif en exil. Déterminé à se venger, il quitta subrepticement Attaleia pour Nicée où Jean Vatatzès l’accueillit et lui promit son appui, non cependant avant d’avoir obtenu de Manuel un serment de loyauté à son endroit. C’est ainsi qu’au début de 1239, Manuel appareilla vers la Grèce à partir de Nicée, débarquant en Thessalie, près de Démétrias,. L’appui qu’il reçut dans la province, y compris semble-t-il du gouverneur local, Constantin Malissenos (en), beau-fils de Michel Ier, lui permit de lever une armée. En peu de temps, il parvint à occuper Pharsale, Larissa et Platamon. Devant le spectre d’une guerre civile, Manuel et Théodore en vinrent à un accord aux termes duquel ils se divisèrent l’État de Thessalonique : dénonçant son allégeance à Vatatzès, Manuel reçut la Thessalie, pendant que Jean et Théodore conservaient Thessalonique et la partie restante de la Macédoine jusqu’à Vodena et Ostrovo à l’ouest, et que Constantin se voyait confirmé son apanage d’Étolie et d’Acarnanie,. Pour consolider leur position, et Théodore et Michel conclurent des traités avec le puissant prince d’Achaïe, Geoffroi II de Villehardouin.
En Épire, Michel II n’était pas lié par l’accord de ses frères et continua à poursuivre une politique indépendante de celle de ses oncles. En 1241, lorsque Manuel mourut, Michel s’empressa d’occuper la Thessalie,. En juin de la même année, Ivan Assen mourut, léguant le trône à son fils de sept ans, Koloman Ier Asen (r. 1241-1246). Ajouté à la situation de l’Empire latin qui allait en se détériorant, ce nouveau développement faisait de Jean Vatatzès de Nicée le souverain le plus puissant de la région et le candidat idéal pour reconquérir Constantinople,. Toutefois, avant d’entreprendre quoi que ce soit, Vatatzès réalisa qu’il devait en venir à terme avec Thessalonique et Théodore dont il appréhendait l’ambition, la valeur et les machinations. Aussi, en 1240 ou 1241, il invita celui-ci, lui offrant un sauf-conduit, pour visiter Nicée. Théodore accepta et fut reçu avec les plus grands honneurs, Vatatzès le traitant comme son « oncle » et l’invitant à sa table. En réalité, toutefois, Théodore était prisonnier et ne pouvait quitter Nicée. Pendant tout son séjour, les préparatifs allèrent bon train pour une campagne contre Thessalonique,. Au printemps 1242, Vatatzès rejoignit l’Europe à la tête de son armée, Théodore étant forcé de l’accompagner en tant que « prisonnier honoraire ». Ne rencontrant aucune résistance, l’armée et la flotte nicéennes arrivèrent devant Thessalonique. La garnison et les habitants de la ville résistèrent avec courage, si bien que l’armée de Nicée, n’ayant pas d’engin de siège, dut se résoudre à entreprendre ce qui s’annonçait un long blocus. Bientôt, cependant, arriva la nouvelle d’une invasion mongole de l’Asie Mineure qui força Vatatzès à décider de lever le siège et à retourner à Nicée. Cependant, l’empereur réussit à garder cette nouvelle secrète et envoya Théodore négocier avec son fils. Jean lui-même aurait été prêt semble-t-il à se rendre sur le champ, mais son père l’encouragea à résister pour obtenir de meilleurs termes. Après quarante jours de tractations, Jean reçut la permission de garder le contrôle de Thessalonique, mais dut renoncer au titre impérial, accepter la suzeraineté de Nicée et continuer à gouverner avec le titre de despote. Théodore put également demeurer à Thessalonique aux côtés de son fils,.
Jean gouverna Thessalonique pendant deux ans, à titre de despote jusqu’à sa mort en 1244. Théodore pour sa part se retira à Vodena d’où il continua à superviser les affaires de l’État. À la mort de Jean, il plaça son plus jeune fils, Démétrios Comnène Doukas, sur le trône et envoya une ambassade à Nicée pour faire part de la succession, tel que prévu aux termes du traité de vasselage de 1242. Mais alors que Jean avait tout du moine ascétique, Démétrios était un jeune homme aux mœurs dissolues qui passait son temps en festivités avec ses favoris, séduisant les femmes de ses collaborateurs. Même si Théodore demeurait responsable de la gestion du gouvernement, Démétrios devint rapidement si impopulaire que nombreux furent les notables qui commencèrent à se demander si le gouvernement direct de Nicée ne serait pas préférable,. La crise éclata à l’automne 1246 lorsque Koloman de Bulgarie mourut, laissant le pays entre les mains d’une régence au nom de son jeune frère Michel Assen (r. 1246-1257). Vatatzès en profita pour attaquer la Bulgarie et, en trois mois, captura la majeure partie de la Thrace et tout le nord et l’est de la Macédoine, pendant que Michel II d’Épire étendait son territoire en Albanie et dans le nord-ouest de la Macédoine,. Alors que la campagne s’achevait en novembre, Vatatzès, qui campait à Melnik, fut informé d’un complot pour déposer Démétrios et délivrer Thessalonique en échange d’un chrysobulle qui garantirait les droits et privilèges traditionnels de la cité. Vatatzès y consentit immédiatement et envoya des émissaires sommer Démétrios de se présenter à son camp. Se méfiant des intentions de Vatatzès, Démétrios refusa et les Nicéens marchèrent sur Thessalonique. Quelques jours plus tard, les conspirateurs ouvrirent les portes de la ville à l’armée de Nicée et la ville fut rapidement capturée. Démétrios fut fait prisonnier et exilé à Lentiana de Bithynie alors que Thessalonique et la Macédoine étaient placées sous la gouverne du grand domestique Andronic Paléologue,. Théodore, isolé et dépourvu de moyens dans son refuge de Vodena, ne prit pas part aux évènements.
Thessalonique capturée, Vatatzès se tourna vers l’Épire et offrit à Michel II une alliance sous forme du mariage du fils aîné de Michel, Nicéphore, avec sa petite-fille, Marie. L’offre fut acceptée avec enthousiasme par l’épouse de Michel, Théodora Petraliphaina, et le jeune couple fut marié à Pegae. Pour sa part, Michel, qui n’avait pas renoncé à ses ambitions, demeurait ambivalent quant à une alliance avec Nicée et Théodore usa de son influence sur son neveu pour l’en dissuader. C’est ainsi qu’en 1251, Michel lança une attaque soudaine sur Thessalonique. La cité résista avec succès et, au printemps de l’année suivante, Vatatzès passa à nouveau en Europe pour faire campagne contre les Comnène Doukas. Théodore et Michel s’étaient mis en campagne vers le nord, capturant Prilep et Vélès. Lorsqu’ils apprirent l’approche de Vatatzès, ils rentrèrent en Épire via Kastoria. Vatatzès mit le siège devant la place forte de Vodena qu’il captura, mais s’embourba dans une série de petites batailles près de Kastoria. L’épreuve de force fut résolue lorsque deux généraux épirotes, Jean Glabas et Théodore Pétraliphas, firent défection et se joignirent aux Nicéens, bientôt suivis par le gouverneur de Kruja, Golem. Michel fut ainsi forcé de conclure la paix avec Vatatzès, lui cédant les forteresses qu’il avait capturées de même que le reste de ses possessions en Macédoine, et confirmant l’alliance matrimoniale avec Nicée. De surcroit, Vatatzès exigea explicitement que Théodore lui soit remis. Les ambassadeurs épirotes rencontrèrent Vatatzès à Vodena où ils lui remirent Théodore et le jeune Nicéphore en otage. Mais alors que Nicéphore se voyait bientôt accordé le titre de despote et la permission de retourner en Épire, Théodore fut envoyé prisonnier en Asie Mineure où il mourut peu après, vers 1253,.

## Jugement
L’historien moderne, biographe des Comnène, Konstantinos Varzos, a décrit Théodore comme « un homme d’État énergique, débrouillard et extrêmement ambitieux qui avait hérité de son ancêtre, Alexis Ier Comnène, l’endurance et la persévérance, mais qui n’avait ni son intelligence, ni sa diplomatie ou son art de s’adapter aux circonstances ». Varzos a aussi souligné comment, en dépit de ses nombreuses qualités, son ambition de reconquérir Constantinople et sa rivalité irréconciliable avec Nicée avaient entravé et retardé celle-ci de plusieurs décennies.
L’héritage de Théodore a profondément marqué la vision du monde des Grecs occidentaux. Le byzantiniste Donald MacGillivray Nicol devait remarquer que « la mémoire des victoires de Théodore Doukas et de ses prétentions au trône de Byzance lui survécurent de nombreuses années dans la Grèce du nord et dans le cœur de ses descendants ». Michel II perpétua la rivalité avec Nicée, repoussant encore plus la reconquête de Constantinople. Même après la restauration de l’Empire byzantin par Nicée en 1261, les souverains de l’Épire continuèrent à mettre en doute la légitimité de l’empire devant « ce qu’ils croyaient être leurs propres droits au trône ».

## Famille
De son épouse, Maria Petraliphaina, Théodore eut quatre enfants :
1. Anna Angelina Komnene Doukaina qui épousa le roi Étienne Radoslave de Serbie ;
2. Jean Komnenos Doukas qui devint empereur de Thessalonique en 1237 ;
3. Irène Komnene Doukaina, qui épousa Ivan Assen ;
4. Demetrios Komnenos Doukas, qui devint souverain de Thessalonique en 1244.